# 403
403 је била проста година.

## Догађаји
- Јун – Битка код Вероне: Готи, под командом краља Алариха I, поново нападају Италију и напредују кроз Бренеров превој. Стилихон са војском од 30.000 људи побеђује Готе северно од Вероне. Аларих склапа примирје и повлачи се на исток у Илирик.
- Цар Хонорије и Стилихон су почаствовани тријумфалним походом, за победе против Гота и Вандала. Ово постаје последња победа слављена у Риму.
- Теодосије II, (2 године), постаје конзул Источног римског царства.
- Хуи Јуан тврди да будистички монаси треба да буду изузети од клањања цару.
- Асин од Баекјеа се удружује са Силом против Гвангетоа Великог из Гогурјеа (Кореја).
- Сабор под храстом свргава и протерује светог Јована Златоустог, епископа цариградског, али је убрзо после тога опозван да би поново био прогнан.

## Смрти
- Википедија:Непознат датум — Свети Епифаније - хришћански светитељ и епископ кипарски.